# (11278) Telesio
(11278) Telesio ist ein Asteroid des Hauptgürtels, der am 26. September 1989 vom belgischen Astronomen Eric Walter Elst am La-Silla-Observatorium (IAU-Code 809) der Europäischen Südsternwarte in Chile entdeckt wurde.
Benannt wurde der Asteroid am 20. März 2000 nach dem italienischen Philosophen und Naturforscher Bernardino Telesio (1509–1588), der versuchte, die aristotelische Philosophie der Materie und Form durch eine dynamische Theorie antithetischer Kräfte zu ersetzen und sich so als Vorläufer der Aufklärung zeigte.